# Faxmodem

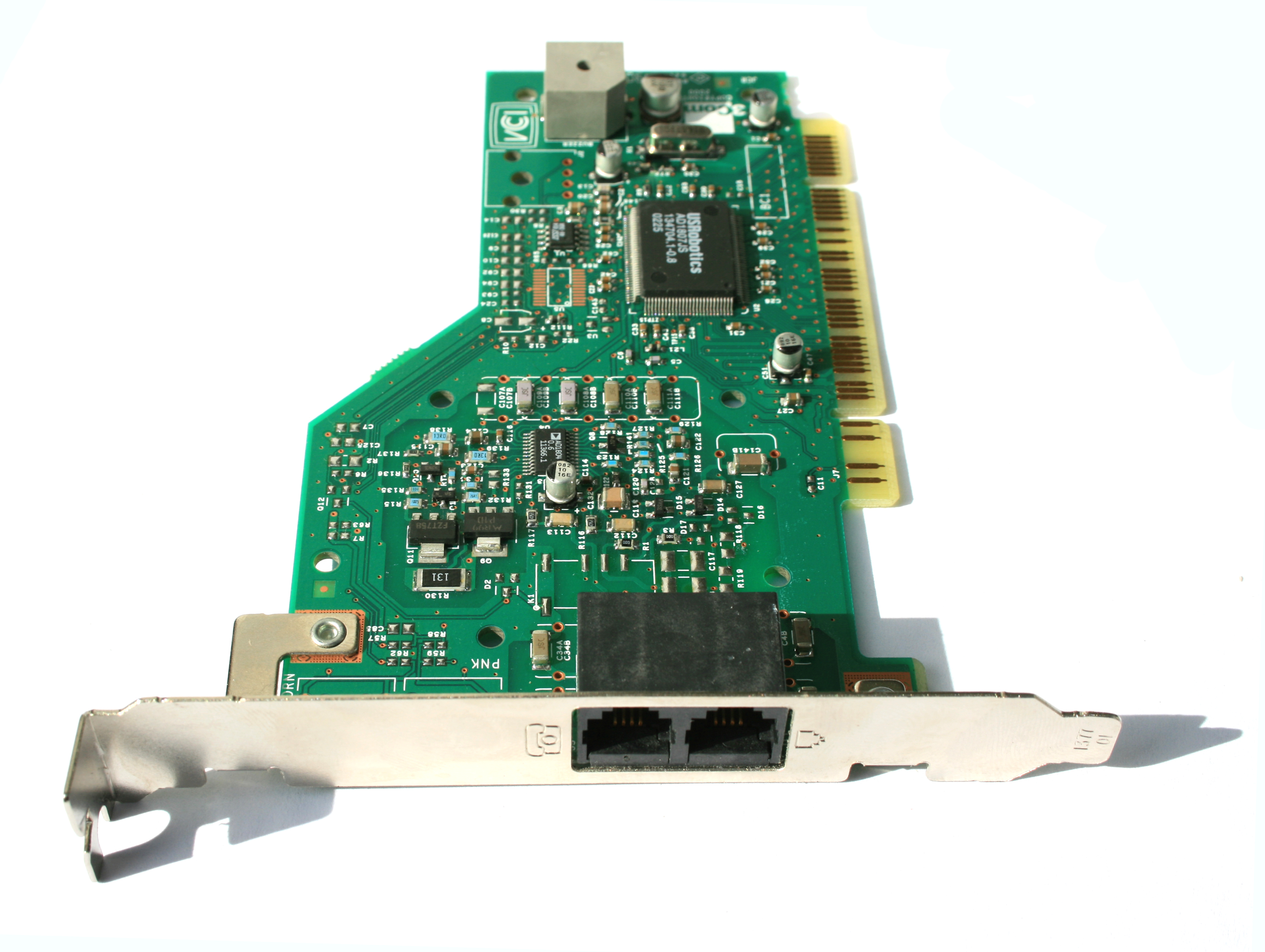
PCI csatolójú faxmodem

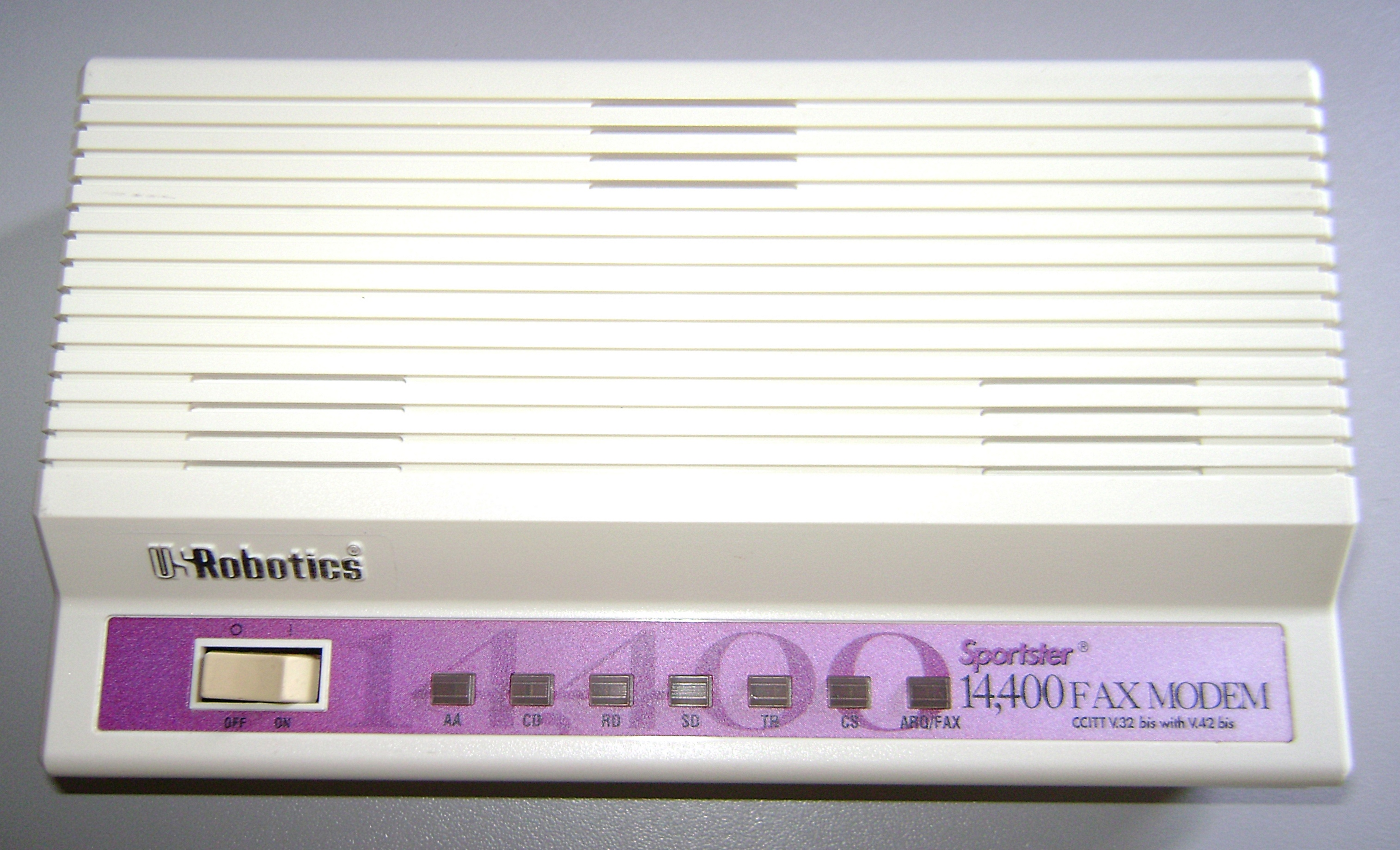
Külső faxmodem

A faxmodem olyan számítógépes bővítőkártya vagy külső eszköz, melynek segítségével a hagyományos analóg telefonvonalon át csatlakozhatunk az internetre. Napjainkban szerepe már minimális, az internetfelhasználók többsége már más módokon (vezeték nélkül vagy optikai kábelen) csatlakozik a világhálóhoz. A faxmodem képes hagyományos fax továbbítására is. Korábban az üzleti célra ajánlott számítógépeknek és laptopoknak hétköznapi kiegészítője volt, napjainkban helyét az Ethernet hálózati kártya vette át.
Sebességük elmarad a mai modern megoldásokétól, maximum 56 kbit/s sebességre képesek (7 kbyte másodpercenként).
A faxmodemek a hálózathoz való csatlakozásnál jellegzetes betárcsázó hangot adnak ki. Ezt a tulajdonságukat több filmben is felhasználták, mikor azt próbálták jelezni, hogy a főszereplő nagyon régi, nagyon lassú internetet kénytelen használni.